# Koło Tynieckie
Koło Tynieckie – obszar Krakowa wchodzący w skład Dzielnicy VIII Dębniki. Znajduje się tu zabytkowy dwór z XIX w. otoczony ogrodem.